# Independent Spirit Awards 2017
33. ročník udílení Independent Spirit Awards se bude konal dne 3. března 2018 v Santa Monice v Kalifornii. Ceremoniál vysílaka americká televizní stanice IFC. Nick Kroll a John Mulaney večer moderovali. Nominace byly vyhlášeny herečkami Lily Collins a Tessou Thompson dne 21. listopadu 2017.

## Nominace
| Nejlepší film | Nejlepší režie |
| --- | --- |
| Uteč - Dej mi své jméno - Lady Bird - Jezdec - The Florida Project | Jordan Peele – Uteč - Sean Baker – The Florida Project - Jonas Carpignano – Ciambra - Luca Guadagnino – Dej mi své jméno - Benny Safdie a Josh Safdie – Dobrý časy - Chloé Zhaová – Jezdec                                      |
| Nejlepší herec v hlavní roli | Nejlepší herečka v hlavní roli |
| Timothée Chalamet – Dej mi své jméno - Harris Dickinson – Plážoví flákači - James Franco – The Disaster Artist: Úžasný propadák - Daniel Kaluuya – Uteč - Robert Pattinson – Dobrý časy     | Frances McDormandová – Tři billboardy kousek za Ebbingem - Salma Hayek – Beatriz at Dinner - Margot Robbie – Já, Tonya - Saoirse Ronan – Lady Bird - Shinobu Terajima – Ach, Lucy! - Regina Williams – Život a nic víc          |
| Nejlepší herec ve vedlejší roli | Nejlepší herečka ve vedlejší roli |
| Sam Rockwell – Tři billboardy kousek za Ebbingem - Armie Hammer – Dej mi své jméno - Nnamdi Asomugha – Crown Heights - Barry Keoghan – Zabití posvátného jelena - Benny Safdie – Dobrý časy | Allison Janney – Já, Tonya - Laurie Metcalf – Lady Bird - Holly Hunter – Pěkně blbě - Lois Smith – Marjorie Prime - Taliah Lennice Webster – Dobrý časy                                                                         |
| Nejlepší scénář | Nejlepší první scénář |
| Greta Gerwig – Lady Bird - Martin McDonagh – Tři billboardy kousek za Ebbingem - Azazel Jacobs – The Lovers - Jordan Peele – Uteč - Mike White – Beatriz at Dinner                          | Emily V. Gordon a Kumail Nanjiani – Pěkně blbě - Kris Avedisian, Kyle Espeleta a Jesse Wakeman – Donald Cried - Ingrid Jungermann – Women Who Kill - Kogonada – Columbus - David Branson Smith a Matt Spicer – Ingrid Goes West |
| Nejlepší první film | Nejlepší dokument |
| Matt Spicer – Ingrid Goes West - Kogonada – Columbus - Joshua Weinstein – Menaše - Atsuko Hirayanagi – Ach, Lucy! - Geremy Jasper – Patti Cake$: Cesta za slávou                            | Visages, villages - The Departure - Poslední v Aleppu - Motherland - Quest |
| Nejlepší kamera | Nejlepší střih |
| Sayombhu Mukdeeprom – Dej mi své jméno - Thimios Bakatakis – Zabití posvátného jelena - Elisha Christian – Columbus - Hélène Louvart – Plážoví flákači - Joshua James Richards – Jezdec     | Tatiana S. Riegel – Já, Tonya - Ronald Bronstein a Benny Safdie – Dobrý časy - Walter Fasano – Dej mi své jméno - Alex O'Flinn – Jezdec - Gregory Plotkin – Uteč                                                                |
| Nejlepší cizojazyčný film | |
| Fantastická žena (Chile) - 120 BPM (Francie) - Nejsem čarodějnice! (Spojené království) - Lady Macbeth (Spojené království) - Nemilovaní (Rusko)                                            | |